# Khosilot Farkhor
Der Football Club Khosilot Farkhor (tadschikisch Ҳосилот Фархор) ist ein tadschikischer Fußballverein aus Farkhor. Aktuell spielt der Verein in der ersten Liga, der Wysschaja Liga.

## Erfolge
- Tadschikischer Vizemeister: 2016
- Tadschikischer Supercupsieger: 2017
- Tadschikischer Zweitligameister: 2022  ▲

## Namenshistorie
- 1991 bis 1994: Hosilot Farkhor
- 1995 bis 1997: FK Farkhor
- 1998 bis 2003: SKA-Khatlon Farkhor
- 2004 bis 2009: FK Farkhor
- 2010 bis heute: FK Hosilot Farkhor

## Stadion
Der Verein trägt seine Heimspiel im Central Stadium Farkhor in Farkhor aus.

## Trainerchronik
| Trainer                 | Nation        | von              | bis               |
| ----------------------- | ------------- | ---------------- | ----------------- |
| Makhmadjon Khabibulloev | Tadschikistan | 4. Juli 2015     | 31. Dezember 2017 |
| Alier Ashurmamadov      | Tadschikistan | 1. Januar 2017   | 31. Dezember 2017 |
| Amin Sobhani            | Tadschikistan | 1. Januar 2023   | 31. Dezember 2023 |
| Alisher Tukhtaev        | Tadschikistan | 12. Februar 2024 | 6. August 2024    |
| Akhliddin Turdiev       | Tadschikistan | 8. August 2024   |                   |